# 高力忠良
高力 忠良（こうりき ただよし）は、江戸時代後期の旗本。官位は従五位下・主計頭。最後の京都西町奉行。

## 略歴
撤兵頭から京都西町奉行となり、慶応3年（1867年）7月から12月まで務め（王政復古により廃止）、陸軍奉行並（〜慶応4年1月28日）に転任し、鳥羽・伏見の戦いにおいて従軍し幕軍を指揮した。